# Palpmossmal
Palpmossmal (Aplota palpella) är en fjärilsart som beskrevs av Adrian Hardy Haworth 1829. Palpmossmal ingår i släktet Aplota och familjen praktmalar, (Oecophoridae). Enligt den svenska rödlistan är arten nära hotad i Sverige. Arten förekommer sällsynt i Skåne, Blekinge, Halland, Småland och på Öland. Artens livsmiljö är bland annat i alléer med äldre, mossbevuxna träd. Inga underarter finns listade i Catalogue of Life.